# コキール (オレゴン州)
コキール（英: Coquille、[koʊˈkiːl]）は、アメリカ合衆国オレゴン州クーズ郡にある市であり、同郡の郡庁所在地である。2000年度国勢調査の時点における人口は4,184人だった。2007年の推定人口は4,215人である。主要経済は材木業。市名コキールは、先住民族のコキール族に由来する。

## 地理
アメリカ合衆国国勢調査局の発表によれば、市の総面積は7.0 km2（2.7 mi2）であり、そのうち7.0 km2（2.7 mi2）が陸地であり、水域率は0.37%である。
コキールの市境にはコキール川が流れる。コキール川は海岸山脈の中腹から海岸沿いの街バンドンに流れ、太平洋に流れ出る。

## 人口統計

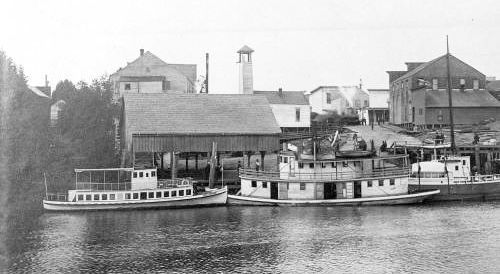
1908-1914年頃のコキールのウォーターフロント。3隻のボート「ウルヴァリン」「フェイバリット」「ウィルヘルミア」がドックに停泊している。ウルヴァリンはクーズベイで1908年に建設された。コキールというボートもあり、それはコキールでやはり1908年に建設された。

2000年の国勢調査では、市の人口は4,184人で、1,686世帯、1,129家族が暮らしていた。人口密度は1,538.3/mi2（593.9/km2）だった。680.2/sq mi（262.6/km²）の平均密度に1,850軒の住宅が建っている。人種構成は、白人92.64%、アジア系0.36%、アフリカン・アメリカン0.50%、先住民1.77%、太平洋諸島系0.14%、その他の人種1.60%、および混血2.99%である。人口の4.09%はヒスパニックまたはラテン系だった。
1,686世帯のうち、28.2%が18歳未満の子供と一緒に生活しており、51.1%は夫婦で生活している。12.0%は未婚の女性または寡婦が世帯主であり、33.0%は結婚していない。28.1%は1人以上の独身の居住者が住んでおり、14.8%は65歳以上で独身である。1世帯の平均人数は2.35人であり、結婚している家庭の場合は、2.83人である。
市内の住民は22.9%が18歳未満の未成年、18歳以上24歳以下が7.4%、25歳以上44歳以下が25.3%、45歳以上64歳以下が24.1%、および65歳以上が20.1%にわたっている。中央値年齢は42歳である。女性100人ごとに対して男性は94.3人である。18歳以上の女性100人ごとに対して男性は91.8人である。
この都市の世帯ごとの平均的な収入は29,931米ドルであり、家族ごとの平均的な収入は35,144米ドルである。男性は34,583米ドルに対して女性は21,567米ドルの平均的な収入がある。この地域の一人当たりの収入 (per capita income) は14,619米ドルである。人口の10.6%および家族の7.6%は貧困線以下である。全人口のうち18歳未満の15.3%および65歳以上の6.1%は貧困線以下の生活を送っている。

## 観光名所

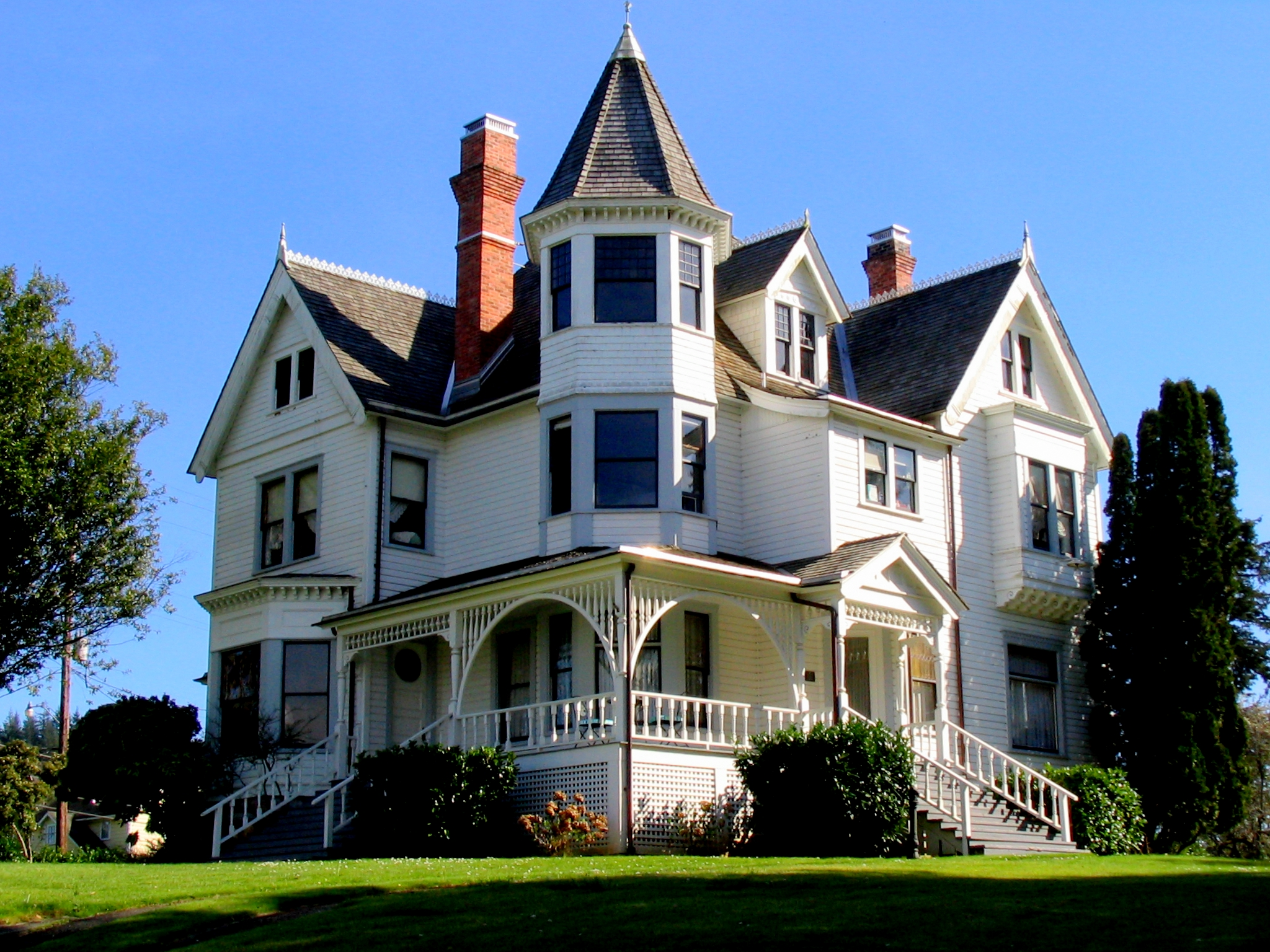
A・J・シャーウッド邸（1901年完成）はコキールにあり、国家歴史登録財に登録されている。

コキール渓谷歴史協会が2005年5月に設立した「コキール渓谷博物館」がある。
地元の有志にあるメロドラマ公演が、地元のソーダスト劇場で季節限定で行われる。

## 教育
コキール公立学区が現地のK-12（幼稚園から12年生まで）の教育を管轄している。近郊のクーズベイにあるサウスウェスタン・オレゴン・コミュニティ・カレッジは2年制の大学で、準学士号プログラムなどの教育を提供している。